# Jemen zászlaja

Észak-Jemen zászlaja

Dél-Jemen zászlaja

Jemen zászlaja az ország egyik hivatalos jelképe, mely Észak– és Dél-Jemen egyesítése után is megtartotta a közös elemeket: a pánarab színeket és a sávokat.
A hivatalos leírás szerint a színek az alábbiakat is jelentik: a vörös az egységesítésért hullajtott vért, a fehér a boldogabb jövőt, a fekete a sötét múltat szimbolizálja.
A korábbi Észak-Jemen (hivatalosan Jemeni Arab Köztársaság) ugyanezt a színösszeállítást használta, de a fehér mező közepén egy ötágú zöld csillag volt. Dél-Jemen (hivatalosan: Jemeni Népi Demokratikus Köztársaság) erre a színösszeállításra helyezett a bal oldalon egy halványkék háromszöget, közepén egy ötágú vörös csillaggal.
A zászlót 1990. május 22-én vonták fel hivatalosan, azon a napon, amikor a két Jemen egyesült.